# Liga Światowa w Piłce Siatkowej 2010 (półfinały)
Do rywalizacji w półfinale w Ligi światowej siatkarzy przystąpiły 4 reprezentacje;
- Brazylia - 1. miejsce w grupie E
- Serbia - 2. miejsce w grupie E
- Rosja - 1. miejsce w grupie F
- Kuba - 2. miejsce w grupie F

Mecze w Półfinałach rozegrane zostaną 24 lipca.

## Mecze
| 24 lipca 2010 | Rosja                  | 3:0 (26:24, 25:15, 25:20) | Serbia              | Orfeo Superdomo, Cordoba                       |  |
| 17:40         | Maxim Mikhaylov 21 pkt | raport                    | Sasa Starović 8 pkt | Widzów: 4 000 Sędziowie: U. Sukullu i S. Santi |  |

| 24 lipca 2010 | Brazylia            | 3:1 (21:25, 25:19, 25:21, 25:20) | Kuba                      | Orfeo Superdomo, Cordoba                   |  |
| 21:10         | Dante Amaral 16 pkt | raport                           | Fernando Hernandez 11 pkt | Widzów: 8 000 Sędziowie: B. Hobor i K. Kim |  |

## I Półfinał
Sobota, 24 lipca 2010

17:40 (UTC-3) - Orfeo Superdomo, Cordoba - Widzów: 4 000
| Rosja                  | 3:0 (26:24, 25:15, 25:20) | Serbia              |
| Maxim Mikhaylov 21 pkt | raport                    | Saša Starović 8 pkt |

|                 |    |                   |        |
|                 |    |                   |        |
| P               | 4  | Taras Khtey       | 8 pkt  |
| R               | 6  | Sergey Grankin    | 2 pkt  |
| P               | 8  | Denis Biryukov    | 5 pkt  |
| Ś               | 13 | Dmitriy Muserskiy | 11 pkt |
| Ś               | 15 | Alexander Volkov  | 12 pkt |
| A               | 17 | Maxim Mikhaylov   | 21 pkt |
| L               | 19 | Valery Komarov    |        |
| Zmiany:         |    |                   |        |
| A               | 2  | Semen Poltavskiy  |        |
| P               | 3  | Dmitry Krasikov   | 1 pkt  |
| Ś               | 7  | Alexey Kazakov    |        |
| L               | 11 | Alexander Yanutov |        |
| R               | 16 | Sergey Makarov    |        |
| Trener:         |    |                   |        |
| Daniele Bagnoli |    |                   |        |

| Wyjściowe ustawienia drużyn w 1. secie                                                                                        |
| --- |
| \| Grankin Khtey Muserskiy Mikhaylov Biryukov Volkov Komarov Nikić Stanković Starović Kovačević Podraščanin Petković Rosić \| |
| |
| Grankin Khtey Muserskiy Mikhaylov Biryukov Volkov Komarov Nikić Stanković Starović Kovačević Podraščanin Petković Rosić       |

| Grankin Khtey Muserskiy Mikhaylov Biryukov Volkov Komarov Nikić Stanković Starović Kovačević Podraščanin Petković Rosić |

| Wyjściowe ustawienia drużyn w 2. secie                                                                                        |
| --- |
| \| Khtey Muserskiy Mikhaylov Biryukov Volkov Grankin Komarov Nikić Stanković Starović Kovačević Podraščanin Petković Rosić \| |
| |
| Khtey Muserskiy Mikhaylov Biryukov Volkov Grankin Komarov Nikić Stanković Starović Kovačević Podraščanin Petković Rosić       |

| Khtey Muserskiy Mikhaylov Biryukov Volkov Grankin Komarov Nikić Stanković Starović Kovačević Podraščanin Petković Rosić |

| Wyjściowe ustawienia drużyn w 3. secie                                                                                    |
| --- |
| \| Grankin Khtey Muserskiy Mikhaylov Biryukov Volkov Komarov Nikić Podraščanin Petković Janić Stanković Starović Rosić \| |
| |
| Grankin Khtey Muserskiy Mikhaylov Biryukov Volkov Komarov Nikić Podraščanin Petković Janić Stanković Starović Rosić       |

| Grankin Khtey Muserskiy Mikhaylov Biryukov Volkov Komarov Nikić Podraščanin Petković Janić Stanković Starović Rosić |

|                |    |                   |       |
|                |    |                   |       |
| P              | 1  | Nikola Kovačević  | 2 pkt |
| R              | 5  | Vlado Petković    |       |
| Ś              | 7  | Dragan Stanković  | 6 pkt |
| P              | 10 | Miloš Nikić       | 7 pkt |
| A              | 15 | Saša Starović     | 8 pkt |
| Ś              | 18 | Marko Podraščanin | 6 pkt |
| L              | 19 | Nikola Rosić      |       |
| Zmiany:        |    |                   |       |
| P              | 4  | Bojan Janić       | 6 pkt |
| P              | 6  | Miloš Terzić      |       |
| R              | 11 | Mihajlo Mitić     | 1 pkt |
| A              | 13 | Tomislav Dokić    |       |
| Ś              | 17 | Borislav Petrović | 1 pkt |
| Trener:        |    |                   |       |
| Igor Kolaković |    |                   |       |

|                 |    |                   |        |
|                 |    |                   |        |
| P               | 4  | Taras Khtey       | 8 pkt  |
| R               | 6  | Sergey Grankin    | 2 pkt  |
| P               | 8  | Denis Biryukov    | 5 pkt  |
| Ś               | 13 | Dmitriy Muserskiy | 11 pkt |
| Ś               | 15 | Alexander Volkov  | 12 pkt |
| A               | 17 | Maxim Mikhaylov   | 21 pkt |
| L               | 19 | Valery Komarov    |        |
| Zmiany:         |    |                   |        |
| A               | 2  | Semen Poltavskiy  |        |
| P               | 3  | Dmitry Krasikov   | 1 pkt  |
| Ś               | 7  | Alexey Kazakov    |        |
| L               | 11 | Alexander Yanutov |        |
| R               | 16 | Sergey Makarov    |        |
| Trener:         |    |                   |        |
| Daniele Bagnoli |    |                   |        |

| Wyjściowe ustawienia drużyn w 1. secie                                                                                        |
| --- |
| \| Grankin Khtey Muserskiy Mikhaylov Biryukov Volkov Komarov Nikić Stanković Starović Kovačević Podraščanin Petković Rosić \| |
| |
| Grankin Khtey Muserskiy Mikhaylov Biryukov Volkov Komarov Nikić Stanković Starović Kovačević Podraščanin Petković Rosić       |

| Grankin Khtey Muserskiy Mikhaylov Biryukov Volkov Komarov Nikić Stanković Starović Kovačević Podraščanin Petković Rosić |

| Wyjściowe ustawienia drużyn w 2. secie                                                                                        |
| --- |
| \| Khtey Muserskiy Mikhaylov Biryukov Volkov Grankin Komarov Nikić Stanković Starović Kovačević Podraščanin Petković Rosić \| |
| |
| Khtey Muserskiy Mikhaylov Biryukov Volkov Grankin Komarov Nikić Stanković Starović Kovačević Podraščanin Petković Rosić       |

| Khtey Muserskiy Mikhaylov Biryukov Volkov Grankin Komarov Nikić Stanković Starović Kovačević Podraščanin Petković Rosić |

| Wyjściowe ustawienia drużyn w 3. secie                                                                                    |
| --- |
| \| Grankin Khtey Muserskiy Mikhaylov Biryukov Volkov Komarov Nikić Podraščanin Petković Janić Stanković Starović Rosić \| |
| |
| Grankin Khtey Muserskiy Mikhaylov Biryukov Volkov Komarov Nikić Podraščanin Petković Janić Stanković Starović Rosić       |

| Grankin Khtey Muserskiy Mikhaylov Biryukov Volkov Komarov Nikić Podraščanin Petković Janić Stanković Starović Rosić |

|                |    |                   |       |
|                |    |                   |       |
| P              | 1  | Nikola Kovačević  | 2 pkt |
| R              | 5  | Vlado Petković    |       |
| Ś              | 7  | Dragan Stanković  | 6 pkt |
| P              | 10 | Miloš Nikić       | 7 pkt |
| A              | 15 | Saša Starović     | 8 pkt |
| Ś              | 18 | Marko Podraščanin | 6 pkt |
| L              | 19 | Nikola Rosić      |       |
| Zmiany:        |    |                   |       |
| P              | 4  | Bojan Janić       | 6 pkt |
| P              | 6  | Miloš Terzić      |       |
| R              | 11 | Mihajlo Mitić     | 1 pkt |
| A              | 13 | Tomislav Dokić    |       |
| Ś              | 17 | Borislav Petrović | 1 pkt |
| Trener:        |    |                   |       |
| Igor Kolaković |    |                   |       |

- I sędzia: U. Sukullu (Turcja)
- II sędzia: S. Santi (Włochy)
- Czas trwania meczu: 83 min

| Rosja | Statystyki        | Serbia |
| 3     | SETY              | 0      |
| 76    | MAŁE PUNKTY       | 59     |
| 42    | ATAK              | 32     |
| 16    | BLOK              | 4      |
| 2     | SERWIS            | 1      |
| 16    | BŁĘDY PRZECIWNIKA | 22     |

## II Półfinał
Sobota, 24 lipca 2010

21:10 (UTC-3) - Orfeo Superdomo, Cordoba - Widzów: 8 000
| Brazylia            | 3:1 (21:25, 25:19, 25:21, 25:20) | Kuba                      |
| Dante Amaral 16 pkt | raport                           | Fernando Hernandez 11 pkt |

|                  |    |                     |        |
|                  |    |                     |        |
| R                | 1  | Bruno Rezende       | 1 pkt  |
| A                | 6  | Leandro Vissotto    | 10 pkt |
| P                | 8  | Murilo Endres       | 12 pkt |
| Ś                | 14 | Rodrigão            | 5 pkt  |
| Ś                | 16 | Lucas Saatkamp      | 3 pkt  |
| P                | 18 | Dante Amaral        | 16 pkt |
| L                | 19 | Mario da Silva Jr.  |        |
| Zmiany:          |    |                     |        |
| Ś                | 5  | Sidão               |        |
| P                | 7  | Giba                |        |
| A                | 9  | Theo                | 9 pkt  |
| P                | 11 | Thiago Soares Alves | 1 pkt  |
| R                | 17 | Marlon Muraguti     | 2 pkt  |
| Trener:          |    |                     |        |
| Bernardo Rezende |    |                     |        |

| Wyjściowe ustawienia drużyn w 1. secie |
| -------------------------------------- |
| \| \|                                  |
|                                        |
|                                        |

|  |

| Wyjściowe ustawienia drużyn w 2. secie |
| -------------------------------------- |
| \| \|                                  |
|                                        |
|                                        |

|  |

| Wyjściowe ustawienia drużyn w 3. secie |
| -------------------------------------- |
| \| \|                                  |
|                                        |
|                                        |

|  |

|                           |    |                     |        |
|                           |    |                     |        |
| P                         | 1  | Wilfredo León       | 10 pkt |
| P                         | 4  | Joandry Leal        | 10 pkt |
| L                         | 6  | Keibir Gutierrez    |        |
| Ś                         | 7  | Osmany Camejo       | 7 pkt  |
| Ś                         | 13 | Roberlandy Simón    | 9 pkt  |
| R                         | 14 | Raydel Hierrezuelo  | 1 pkt  |
| A                         | 19 | Fernando Hernandez  | 11 pkt |
| Zmiany:                   |    |                     |        |
| P                         | 3  | Alvarez Leyva       |        |
| A                         | 8  | Rolando Cepeda      | 3 pkt  |
| P                         | 12 | Henry Bell Cisnero  |        |
| Ś                         | 16 | Isbel Mesa Sandobal |        |
| R                         | 18 | Joandry Díaz        |        |
| Trener:                   |    |                     |        |
| Orlando Samuels Blackwood |    |                     |        |

|                  |    |                     |        |
|                  |    |                     |        |
| R                | 1  | Bruno Rezende       | 1 pkt  |
| A                | 6  | Leandro Vissotto    | 10 pkt |
| P                | 8  | Murilo Endres       | 12 pkt |
| Ś                | 14 | Rodrigão            | 5 pkt  |
| Ś                | 16 | Lucas Saatkamp      | 3 pkt  |
| P                | 18 | Dante Amaral        | 16 pkt |
| L                | 19 | Mario da Silva Jr.  |        |
| Zmiany:          |    |                     |        |
| Ś                | 5  | Sidão               |        |
| P                | 7  | Giba                |        |
| A                | 9  | Theo                | 9 pkt  |
| P                | 11 | Thiago Soares Alves | 1 pkt  |
| R                | 17 | Marlon Muraguti     | 2 pkt  |
| Trener:          |    |                     |        |
| Bernardo Rezende |    |                     |        |

| Wyjściowe ustawienia drużyn w 1. secie |
| -------------------------------------- |
| \| \|                                  |
|                                        |
|                                        |

|  |

| Wyjściowe ustawienia drużyn w 2. secie |
| -------------------------------------- |
| \| \|                                  |
|                                        |
|                                        |

|  |

| Wyjściowe ustawienia drużyn w 3. secie |
| -------------------------------------- |
| \| \|                                  |
|                                        |
|                                        |

|  |

|                           |    |                     |        |
|                           |    |                     |        |
| P                         | 1  | Wilfredo León       | 10 pkt |
| P                         | 4  | Joandry Leal        | 10 pkt |
| L                         | 6  | Keibir Gutierrez    |        |
| Ś                         | 7  | Osmany Camejo       | 7 pkt  |
| Ś                         | 13 | Roberlandy Simón    | 9 pkt  |
| R                         | 14 | Raydel Hierrezuelo  | 1 pkt  |
| A                         | 19 | Fernando Hernandez  | 11 pkt |
| Zmiany:                   |    |                     |        |
| P                         | 3  | Alvarez Leyva       |        |
| A                         | 8  | Rolando Cepeda      | 3 pkt  |
| P                         | 12 | Henry Bell Cisnero  |        |
| Ś                         | 16 | Isbel Mesa Sandobal |        |
| R                         | 18 | Joandry Díaz        |        |
| Trener:                   |    |                     |        |
| Orlando Samuels Blackwood |    |                     |        |

- I sędzia:  B. Hobor
- II sędzia:  K. Kim
- Czas trwania meczu: 114 min

| Brazylia | Statystyki        | Kuba |
| 3        | SETY              | 1    |
| 96       | MAŁE PUNKTY       | 85   |
| 46       | ATAK              | 41   |
| 7        | BLOK              | 5    |
| 6        | SERWIS            | 5    |
| 37       | BŁĘDY PRZECIWNIKA | 34   |